# Кожухув
Кожухув (пол. Kożuchów, нім. Freystadt in Schlesien) — місто в західній Польщі.
Належить до Новосольського повіту Любуського воєводства.

## Демографія
Демографічна структура станом на 31 березня 2011 року:
|          | Загалом | Допрацездатний вік | Працездатний вік | Постпрацездатний вік |
| -------- | ------- | ------------------ | ---------------- | -------------------- |
| Чоловіки | 4681    | 960                | 3239             | 482                  |
| Жінки    | 5103    | 960                | 2942             | 1201                 |
| Разом    | 9784    | 1920               | 6181             | 1683                 |